# Friedrich von Studnitz (General, 1796)
Friedrich Ernst August von Studnitz (* 16. Februar 1796 in Grünberg in Schlesien; † 9. September 1866 in Frankfurt (Oder)) war ein preußischer Generalmajor, Kommandant und Ehrenbürger von Stadt Torgau.

## Leben

### Herkunft
Seine Eltern waren Hans Ernst Sigismund von Studnitz (1792–1839) und dessen Ehefrau Helene Friederike Sophie von Schweinitz (* 10. April 1770; † 18. Mai 1838). Sein Vater war Oberst a. D. aus dem Dragoner-Regiment Nr. 11 (Voß) sowie Erbherr auf Ober- und Nieder-Peruschen.

### Militärkarriere
Er kam am 25. August 1806 als Kadett nach Berlin und wurde anschließend am 15. Oktober 1812 als Seconde-Lieutenant in das Ingenieurkorps versetzt, welches in die schlesische Pionierkompanie nach Glatz geschickt. 1813 war beim verschanzten Lager bei Wartha und am 6. Februar 1814 kam er als Ingenieur-Offizier vom Platz in die Festung Torgau. Aber schon am 1. Oktober 1814 wurde er in die Allgemeine Kriegsschule abkommandiert. Während des Sommerfeldzuges von 1815 kämpfte er in den Schlachten bei Ligny und Belle Alliance. Ferner war er bei den Belagerungen von Maubeuge, Landrecies, Philippeville – wo er das Eiserne Kreuz 2. Klasse erhielt –, Marienburg, Rocroy und Givet. Am 20. März 1815 wurde er nach Malmedy in die 7. mobile Feld-Pionier-Kompanie versetzt.
Nach dem Krieg wurde er am 16. Dezember 1816 als Hauptmann und Kompaniechef in die 2. Kompanie der 4. Pionier-Abteilung nach Thionville versetzt, dazu wurde er auch Lehrer an der dortigen Divisionsschule. Am 27. Mai 1820 kam er mit Patent zum 3. Mai 1816 als Ingenieur-Offizier vom Platz in die Festung Koblenz. Von dort kam er am 13. April 1823 als Ingenieur-Offizier vom Platz in die Festung Torgau. Am 18. Januar 1835 wurde er mit dem Roten Adlerorden 4. Klasse ausgezeichnet und am 25. April 1835 zum Major befördert. Im gleichen Jahr nahm er an der großen Parade in Kalisch teil. Am 18. April 1837 wurde er dann als Kommandeur in die Garde-Pionier-Abteilung versetzt. Dort erhielt er im Jahr 1837 das Dienstkreuz. Im Jahr 1838 bekam er dann den Roten Adlerorden 3. Klasse mit Schleife und den russischen St.-Stanislaus-Orden 3. Klasse, am 27. Juni 1838 wurde er zum Mitglied der Prüfungskommission für Ingenieurkapitän II. Klasse und Premier-Lieutenant ernannt. Am 20. April 1839 wurde er nach Prag geschickt, um dort das Denkmal für den 1757 bei Prag gefallenen Feldmarschall von Schwerin zu errichten. Anschließend wurde er am 25. März 1841 dann als Inspektor ad Interim in die 2. Festungsinspektion versetzt und am 13. Januar 1842 bestätigt. Am 21. Mai 1844 wurde er mit Patent zum 30. März 1844 zum Oberstleutnant ernannt und bereits am 27. März 1847 zum Oberst. Während der Märzrevolution war er im Straßenkampf in Berlin eingesetzt. Am 16. November 1850 kam er zurück nach Torgau, wo er mit der Wahrnehmung der Geschäfte des zweiten Kommandanten beauftragt wurde. Am 10. Dezember 1850 wurde er zum wirklichen Kommandanten von Torgau ernannt und dazu à la suite des Ingenieurkorps gestellt. Er erhielt am 18. Januar 1857 auch noch den Roten Adlerorden 2. Klasse mit Eichenlaub, bevor er am 17. Mai 1859 als Generalmajor mit Pension zur Disposition gestellt wurde, außerdem erhielt er eine zusätzliche, lebenslängliche Unterstützung von jährlich 250 Taler. Er starb am 9. September 1866 in Frankfurt an der Oder.
Der General galt als ein tüchtiger Ingenieur-Offizier, der sich schon 1815 einen Namen machte. In Koblenz baute er von 1816 bis 1822 an der Stadtbefestigung. In seiner Beurteilung im Jahr 1847 schrieb der General Brese: Bei vieler Regsamkeit im Geschäft zeigt dieser Stabsoffizier sehr schätzenswerte Kenntnisse und Erfahrungen in beiden Dienstbranchen des Korps. Leicht orientiert und lebhaften Temperamentes ist er in seinen Arbeiten rasch und gründlich und von nie versagendem Eifer im Dienst. Sein offener wohlwollender Charakter, seiner Gewandtheit in geselligen Verhältnissen und seine stets ehrenhafte Haltung sichern ihm die Zuneigung und Achtung seiner Standesgenossen, Bei zahlreicher Familie ist sein Haushalt noch gut rangiert. Er ist vollkommen felddienstfähig und zur künftigen Beförderung in Rang und Charge geeignet.

### Familie
Er heiratete am 18. April 1824 in Perschütz Ottilie von Keltsch und Riemberg (1804–1885), eine Tochter des Ernst Gottlieb Sigmund von Keltsch (1772–1843), Herr auf Skarsine und Ritter des Johanniterordens. Das Paar hatte mehrere Kinder:
- Otto (1825–1896), preußischer Major a. D.
- Lina (1826–1864)
- Bernhard (1828–1858), preußischer Premierleutnant
- Paul (1829–1878), preußischer Oberst a. D. ⚭ 1861 Therese von Haugwitz (1837–1913)
- Max (1831–1840)
- Elisabeth (1835–1908)
- Hans (*/† 1839)
- Lothar (1843–1886), preußischer Hauptmann ⚭ 1870 Helene Gohr (1845–1923)
- Konrad (1844–1916), preußischer Oberstleutnant a. D.